# 桃園町 (高槻市)
桃園町（とうえんちょう）は、大阪府高槻市の地名。丁番を持たない単独町名である。

## 地理
高槻市の中心部に位置し、市役所や水道公社などの施設がある。桃園町1番～5番までの街区符号が割り当てられている。
桃園町2番
高槻市役所、高槻市総合センター（市役所別館）が所在する。市役所本館と別館は隣同士で連絡通路が設けられている。
市役所本館は7階、総合センターは15階建てであり、総合センター15階にはR階展望フロアがある。
桃園町3番
桃園小学校がある。　毎年8月に開催される、「高槻まつり」では、メインステージとなっている。
桃園町4番
高槻市水道公社と、高槻市役所水道部がある。また、大阪府茨木土木事務所高槻工区事務所も同地にある。

## 歴史
- 1889年（明治22年）4月1日：町村制施行により大阪府島上郡高槻町に編入される。
- 1943年（昭和18年）4月1日：高槻町が市制施行、大阪府高槻市に属することとなる。
- 1963年（昭和38年）7月1日：芥川、上田辺の一部より分離し、桃園町となる。町名は、1953年（昭和28年）に開校した桃園小学校に由来する。

## 世帯数と人口
2020年（令和2年）3月31日現在（高槻市発表）の世帯数と人口は以下の通りである。
| 町丁   | 世帯数 | 人口  |
| ------ | ------ | ----- |
| 桃園町 | 79世帯 | 128人 |

### 人口の変遷
国勢調査による人口の推移。
| 1995年（平成7年）  | 55人  | [ 5 ] |  |
| 2000年（平成12年） | 34人  | [ 6 ] |  |
| 2005年（平成17年） | 48人  | [ 7 ] |  |
| 2010年（平成22年） | 63人  | [ 8 ] |  |
| 2015年（平成27年） | 139人 | [ 9 ] |  |

### 世帯数の変遷
国勢調査による世帯数の推移。
| 1995年（平成7年）  | 35世帯 | [ 5 ] |  |
| 2000年（平成12年） | 19世帯 | [ 6 ] |  |
| 2005年（平成17年） | 29世帯 | [ 7 ] |  |
| 2010年（平成22年） | 61世帯 | [ 8 ] |  |
| 2015年（平成27年） | 94世帯 | [ 9 ] |  |

## 校区
2022年（令和4年）4月現在、市立小・中学校に通う場合、校区は以下の通りとなる。
| 番・番地等 | 小学校             | 中学校             |
| ---------- | ------------------ | ------------------ |
| 全域       | 高槻市立桃園小学校 | 高槻市立第一中学校 |

## 事業所
2018年（平成30年）現在の経済センサス調査による事業所数と従業員数は以下の通りである。
| 町丁   | 事業所数 | 従業員数 |
| ------ | -------- | -------- |
| 桃園町 | 17事業所 | 166人    |

## その他

### 日本郵便
- 郵便番号 : 569-0067[3]（集配局：高槻郵便局[12]）。